# Rosy McEwen
Rosy McEwen (Londres, 1994) es una actriz británica. Ganó el premio a la mejor actuación principal en los British Independent Film Awards en diciembre de 2022 por su papel de Jean en la película británica Blue Jean.

## Primeros años
McEwen asistió a una escuela católica para niñas en Londres. Cuando tenía 12 años hizo una audición para la adaptación cinematográfica de Expiación. McEwen llegó a los dos últimos, pero el papel fue para Saoirse Ronan. McEwen asistió a la Universidad de Leeds y estudió historia del arte. Después de eso, asistió a la escuela de teatro en el Bristol Old Vic. Nacida con el apellido Byrne, tomó el nombre de McEwen (el apellido de soltera de su madre) para evitar confusiones con la actriz Rose Byrne. McEwen tuvo un papel en The Cherry Orchard en el Bristol Old Vic y en el Manchester Royal Exchange. También tuvo papeles tempranos en televisión en Cranford y Waking The Dead.

## Carrera

### Papeles escénicos
McEwen pasó un tiempo con la Royal Shakespeare Company y ganó elogios por sus actuaciones en Timón de Atenas y Tamerlán. McEwen interpretó a Desdémona en la producción de Othello de Clint Dyer en el Royal National Theatre de Londres, un papel que The Evening Standard dijo que ella "noqueó".

### Roles en pantalla
En la pantalla apareció con Luke Evans y Dakota Fanning en la serie de Netflix The Alienist. Interpretó a la hija de Christopher Eccleston en la miniserie de Channel 4 Close to Me y junto a Eddie Marsan en la película de ciencia ficción Vesper. También tiene un papel próximo en la precuela de Rosemary's Baby, Apartment 7A junto a Julia Garner.

### Blue Jean
McEwen tuvo el papel principal en la película Blue Jean estrenada en el Reino Unido en febrero de 2023. Su actuación fue descrita de diversas formas como una "revelación", "fascinante", y "excelente", además de ser "una actuación poderosa e interiorizada". Por la interpretación, McEwen ganó el premio a la mejor interpretación principal en los British Independent Film Awards en diciembre de 2022, una categoría en la que McEwen venció a Sally Hawkins, Florence Pugh y Bill Nighy.

## Filmografía
| Año  | Título         | Role    | notas                         |
| ---- | -------------- | ------- | ----------------------------- |
| 2020 | The Alienist   | libby   | Papel principal (temporada 2) |
| 2021 | Cerca de mí    | Faja    | Rol principal                 |
| 2022 | Vesper         | Camelia | Película                      |
| 2022 | Blue Jean      | Vaquero | Película                      |
| —    | Apartamento 7A | —       | [ 5 ] [ 6 ]                   |